# Sparta (Kentucky)
Sparta és una població dels Estats Units a l'estat de Kentucky. Segons el cens del 2000 tenia 230 habitants.

## Demografia
Segons el cens del 2000, Sparta tenia 230 habitants, 88 habitatges, i 63 famílies. La densitat de població era de 16 habitants/km².
Dels 88 habitatges en un 31,8% hi vivien nens de menys de 18 anys, en un 54,5% hi vivien parelles casades, en un 14,8% dones solteres, i en un 27,3% no eren unitats familiars. En el 22,7% dels habitatges hi vivien persones soles l'11,4% de les quals corresponia a persones de 65 anys o més que vivien soles. El nombre mitjà de persones vivint en cada habitatge era de 2,61 i el nombre mitjà de persones que vivien en cada família era de 3.
Per edats la població es repartia de la següent manera: un 23,5% tenia menys de 18 anys, un 8,7% entre 18 i 24, un 33,5% entre 25 i 44, un 19,1% de 45 a 60 i un 15,2% 65 anys o més.
L'edat mediana era de 34 anys. Per cada 100 dones de 18 o més anys hi havia 102,3 homes.
La renda mediana per habitatge era de 27.083 $ i la renda mediana per família de 31.250 $. Els homes tenien una renda mediana de 27.000 $ mentre que les dones 16.875 $. La renda per capita de la població era de 16.093 $. Entorn del 8,1% de les famílies i el 9,9% de la població estaven per davall del llindar de pobresa.

## Poblacions més properes
El següent diagrama mostra les poblacions més properes.